# Provincia Socialista Autonoma della Voivodina
La Provincia Socialista Autonoma della Voivodína (serbo-croato Socijalistička Autonomna Pokrajina Vojvodina, Социјалистичка Аутономна Покрајина Војводина), conosciuta anche come SAP Vojvodina (cirillico САП Војводина), era una delle aree autonome socialiste della Repubblica Socialista di Serbia dal 1963 al 1990. La capitale era Novi Sad.
La provincia autonoma venne costituita nel 1945 con la denominazione di Provincia Autonoma della Voivodina all'interno della Repubblica Popolare di Serbia, in seno alla Repubblica Federativa Popolare di Jugoslavia, incorporando i territori di Szerém, Banato e Bačka riprendendo il nome storico di Voivodina al posto del precedente nome del banato del Danubio che aveva al tempo del Regno di Jugoslavia.
Nel 1963 con la promulgazione della nuova costituzione la sua denominazione venne cambiata in "Provincia Socialista Autonoma della Voivodina" diventando dal 1974 al 1992 una delle unità federali della Repubblica Socialista Federale di Jugoslavia.
Nel 1990 quando il XIV Congresso decise la dissoluzione della Lega dei Comunisti di Jugoslavia la regione riprese la denominazione di Provincia Autonoma della Voivodina in seno alla Repubblica di Serbia, entrando a far parte dal 1992, quando in seguito alle guerre jugoslave lo Stato jugoslavo si dissolse, della Repubblica Federale di Jugoslavia, costituita dalla Serbia e dal Montenegro.